# Cacimbinhas (ort)
Cacimbinhas är en ort i Brasilien.   Den ligger i kommunen Cacimbinhas och delstaten Alagoas, i den östra delen av landet, 1 400 km nordost om huvudstaden Brasília. Cacimbinhas ligger 262 meter över havet och antalet invånare är 4 618.
Terrängen runt Cacimbinhas är huvudsakligen platt, men åt nordost är den kuperad. Närmaste större samhälle är Major Isidoro, 14,7 km söder om Cacimbinhas.
Omgivningarna runt Cacimbinhas är huvudsakligen savann. Runt Cacimbinhas är det ganska glesbefolkat, med 30 invånare per kvadratkilometer.